# Dolichoderus abruptus
Dolichoderus abruptus é uma espécie de formiga do gênero Dolichoderus. Descrita por Smith em 1858, é endêmica da Bolívia, Brasil, Colômbia, Equador e Peru.

### Descrição
Espécimes de dolichoderus abruptus possuem cabeça em formato de coração, ângulos propodeais (da cintura) mal formados e pecíolo com dois dentes bem desenvolvidos. Possui numerosos pelos longos e eretos, porém possui uma quantidade reduzida de pelos curtos e finos (pubescência). Além disso, possui gáster liso e brilhante. 

#### Semelhanças com outras espécies
A dolichoderus abruptus possui a cor, disposição dos pelos e pubescência semelhantes a dolichoderus ferrugineus, mas se difere por seu gáster liso e brilhante, sendo ele levemente manchado no caso da ferrugineus.
 

Também pode ser confundida com dolichoderus quadridenticulatus pelo formato da cabeça e seu tamanho, mas distingue-se pela coloração mais clara e dourada.